# Насале (Опольське воєводство)
Насале (пол. Nasale, нім. Nassadel) — село в Польщі, у гміні Бичина Ключборського повіту Опольського воєводства.
Населення — 394 особи (2011).

## Демографія
Демографічна структура станом на 31 березня 2011 року:
|          | Загалом | Допрацездатний вік | Працездатний вік | Постпрацездатний вік |
| -------- | ------- | ------------------ | ---------------- | -------------------- |
| Чоловіки | 191     | 53                 | 116              | 22                   |
| Жінки    | 203     | 43                 | 116              | 44                   |
| Разом    | 394     | 96                 | 232              | 66                   |